# Chifley Tower
Der Chifley Tower ist eines der höchsten Gebäude in der australischen Metropole Sydney.
Der Büroturm besitzt eine Höhe von 244 Metern und wurde zwischen 1988 und 1992 nach Plänen des Architekturbüros Kohn Pedersen Fox errichtet. Das ausführende Bauunternehmen war Multiplex Construction. Mit Baukosten von 1,2 Mrd. AUD zählt der Chifley Tower zu den teuersten Bauwerken, die je errichtet wurden. Die hohen Kosten können teilweise mit dem eingebauten Pendel in den oberen Stockwerken erklärt werden. Dieses besteht aus einem 400 Tonnen schweren Stahlblock, der an 75 Millimeter dicken Stahlseilen schwingt und so die Windbewegungen des Turms kompensiert. Zu Ehren des 16. Premierministers Australiens wurde das Bauwerk nach Ben Chifley benannt.

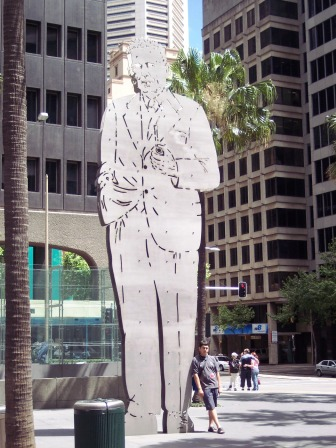
Statue Ben Chifleys auf dem Platz vor dem Chifley Tower.